# 美味不設防
是一部於2007年上映的美國浪漫喜劇電影，由斯科特·希克斯（Scott Hicks）執導，劇本由卡羅爾·福克斯（Carol Fuchs）以2001年的德國電影《美味關係》原劇本為基礎改編。故事講述高級法式餐廳布立克22的主廚凱特·阿姆斯壯與新進廚師尼克·帕爾門相知相戀，還有在姊姊過世後接手照顧外甥女柔伊的經歷。
電影發行後的評價褒貶不一，評論家主要稱讚演員的表現，但同時詬病易於預測的情節。

## 劇情
凱特阿姆斯壯(凱薩琳·麗塔-瓊絲飾)在曼哈頓區的高級法式餐廳布立克22擔任主廚，在她的廚房裡，同事們著迷似的認真地處理烹飪的每一個過程。因為她拘泥於每個細節，而她的精力來自於忙碌的輪班工作——處理上百個餐點，準備清淡鮮美的醬料、沙拉佐料，以及極盡完美的表現每道餐點。凱特只離開她的廚房去接受顧客對她的讚許，或是，極少次的，她與那些質疑她廚藝的顧客爭論。工作結束後，幾近午夜時刻她才就寢，破曉時刻便前往魚市去選擇新鮮漁貨。由於其執著追求高標準的態度，與她共事的同事們對她保持著距離，連布立克22餐廳的老闆寶拉(派翠西婭·克拉克森飾)也因為看不下凱特幾近苛求的強迫態度，要求她接受心理諮商。
當新的二廚被邀請加入團隊，凱特的完美主義面臨考驗。自豪無約束的尼克帕爾門(亞倫·艾克哈特飾) 像是一顆閃耀之星，喜歡在工作的時候聽歌劇，讓身邊的同事能在愉悅的情緒與氣氛下工作，他的生活方式和料理都與凱特大不相同。但不可否認的，他們之間卻像觸電般產生些微變化。
對凱特而言，如果在工作之餘的生活能取得平衡感，或許會較容易處理工作上的問題。在一場意外後，她必須要照顧9歲大的外甥女柔伊(艾碧·貝絲琳飾)，並且生活在一起。柔伊聰穎機伶，喜歡平實的炸魚多過於豪華食物。柔伊讓凱特的生活次序混亂，而凱特則盡力讓柔伊感覺到家的溫暖。
幾週過去，凱特無法確定自己為何感到心煩意亂。同時，尼克的才能被'寶拉看重，顧客甚至特別指名要感謝尼克的好廚藝，尼克的大而化之的個性，很快且簡單的讓害羞的柔伊敞開心胸，那些是凱特無法做到的。
工作的競爭與浪漫的感情，讓凱特不知如何是好。但許久以來第一次，她的選擇與相信，讓她自我的生活充滿著安全感與自信。如果她想要與柔伊的關係更加緊密、找到與尼克之間相處的愉悅，以及重新發現她生活中的美好，她勢必要大膽嘗試廚房以外的新鮮事物，學習表達內心自我，她希望能不用食譜也可以烹飪出一道道完美的佳餚。。
盡管尼克的出現給柔伊、凱特帶來生活上的喜悅和鼓舞，但是凱特因為帶柔伊到餐廳裡接觸觀摩廚房事務一事，被柔伊的學校老師以可能涉及童工勞動為由約談，當寶拉向尼克而不是凱特提供主廚的職位時，讓凱特深受打擊。由於職位調動的影響，尼克必須搬往他處。在某次供餐的過程中，凱特終於因為不耐於顧客反覆刁難肉的生度，索性將生肉插在顧客的面前引發軒然大波。
柔伊因為害怕自己遺忘了母親，在未告知凱特的情況自行離家，凱特在姊姊的墳前尋獲柔伊，理解其離家原委後並未責備她，而是同理她的失落。凱特意識到尼克對自己的重要性，鼓起勇氣親自登門請求尼克留下。在故事尾聲，凱特、尼克、柔伊開了一間小型餐酒館，過著忙碌充實且幸福的日子。

## 演員
| 角色                             | 演员                                  |
| -------------------------------- | ------------------------------------- |
| Kate Armstrong 凯特              | Catherine Zeta-Jones 凱薩琳·麗塔-瓊絲 |
| Nicholas "Nick" Palmer 尼克      | Aaron Eckhart 亞倫·艾克哈特           |
| Zoe 柔伊                         | Abigail Breslin 艾碧·貝絲琳           |
| Paula 寶拉                       | Patricia Clarkson 派翠西婭·克拉克森   |
| Bernadette                       | Lily Rabe                             |
| Charlotte do Buchanan Straniazki | Zoe Kravitz 柔伊·克拉維茲             |
| Therapist 心理治療師             | 鮑勃·巴拉班                           |

## 外部連結
- 官方網站（英文）
- 互联网电影数据库（IMDb）上《美味不設防》的资料（英文）
- AllMovie上《美味不設防》的资料（英文）
- 爛番茄上《美味不設防》的資料（英文）
- Metacritic上《美味不設防》的資料（英文）
- Box Office Mojo上《美味不設防》的資料（英文）